# Derthona Basket 2024-2025
Questa voce raccoglie le informazioni riguardanti il Derthona Basket nelle competizioni ufficiali della stagione 2024-2025.

## Stagione
La stagione 2024-2025 dell'A.S. Dil. Pol. Derthona Basket, Bertram Yachts Derthona per ragione di sponsorizzazioni, è la 4ª nel massimo campionato italiano di pallacanestro, la Serie A.
Gioca le partite casalinghe presso il PalaFerraris di Casale Monferrato.

## Maglie
Il fornitore ufficiale del materiale tecnico per la stagione 2024-2025 è Erreà.

## Organigramma societario
Dal sito internet della società.
Area dirigenziale
- Presidente: Marco Picchi
- Vice presidente: Roberto Tava
- Vice presidente: Stefano Orsi
- Amministratore delegato: Ferencz Bartocci
- Consigliere: Beniamino Gavio
- Consigliere: Alberto Pernigotti

Area generale e organizzativa
- Direttore operativo: Vittorio Perticarini
- Responsabile amministrativo: Alessandro Pirulli
- Ticketing: Enrica Picchi
- Direttore commerciale: Claudio Ricci
- Direttore comunicazione: Benedetta Abbruzzese
- Ufficio stampa: Massimo Mattacheo

Area tecnica
- Allenatore: Walter De Raffaele
- Assistente allenatore: Giovanni Bassi
- Assistente allenatore: Iacopo Squarcina
- Assistente allenatore: Vanni Talpo
- Assistente allenatore: Edoardo Rabbolini
- Preparatore atletico: Andrea Baldi
- Assistente preparatore: Francesco Murru
- Team manager: Lorenzo Sorteni
- Capo scout: Massimo Galli
- Responsabile settore giovanile: Luca Ansaloni

Area medica
- Direttore sanitario: Renato Capurro
- Medico: Giuseppe D'Antona
- Medico: Pia Camagna
- Gnatologo: Pierattilio Croce
- Ortopedico: Alessandro Soldini
- Fisioterapista: Lorenzo Benedetti
- Fisioterapista: Alberto Turini
- Osteopata: Emanuele Scarabelli
- Nutrizionista: Shilla Thompson

## Roster
Aggiornato al 6 luglio 2024.
| Bertram Derthona Basket Tortona 2024–25 | Bertram Derthona Basket Tortona 2024–25 |
| Giocatori                               | Staff tecnico                           |
| --------------------------------------- | --------------------------------------- |

| N. | Naz.                                     | Ruolo | Nome              | Anno | Alt.   | Peso   |  |
| -- | ---------------------------------------- | ----- | ----------------- | ---- | ------ | ------ |  |
| 0  | Italia (bandiera)                        | C     | Andrea Zerini     | 1988 | 205 cm | 112 kg |  |
| 1  | Stati Uniti (bandiera)                   | PG    | Christian Vital   | 1997 | 190 cm | 81 kg  |  |
| 2  | Stati Uniti (bandiera)                   | P     | Tommy Kuhse       | 1998 | 188 cm | 84 kg  |  |
| 4  | Stati Uniti (bandiera)                   | AG    | Justin Gorham     | 1998 | 201 cm | 107 kg |  |
| 7  | Italia (bandiera)                        | G     | Leonardo Candi    | 1997 | 190 cm | 86 kg  |  |
| 9  | Argentina (bandiera) · Italia (bandiera) | P     | Bruno Farias      | 2006 | 186 cm |        |  |
| 11 | Italia (bandiera)                        | PG    | Davide Denegri    | 1998 | 190 cm | 81 kg  |  |
| 12 | Lettonia (bandiera) · Italia (bandiera)  | AP    | Artūrs Strautiņš  | 1998 | 198 cm | 100 kg |  |
| 13 | Italia (bandiera)                        | P     | Tommaso Baldasso  | 1998 | 192 cm | 88 kg  |  |
| 14 | Francia (bandiera)                       | C     | Ismaël Kamagate   | 2001 | 211 cm | 100 kg |  |
| 19 | Italia (bandiera)                        | C     | Paul Biligha      | 1990 | 200 cm | 106 kg |  |
| 20 | Italia (bandiera)                        | AG    | Luca Severini (C) | 1996 | 204 cm | 92 kg  |  |
| 23 | Montenegro (bandiera)                    | AG    | Andrjia Jošović   | 2006 | 203 cm | 89 kg  |  |
| 25 | Italia (bandiera)                        | AG    | Andrea Bresciani  | 2008 | 202 cm | 83 kg  |  |
| 34 | Stati Uniti (bandiera)                   | AP    | Kyle Weems (C)    | 1989 | 198 cm | 100 kg |  |
| -  | Italia (bandiera)                        | G     | Davide Borasi     | 2007 | 190 cm |        |  |
| -  | Italia (bandiera)                        | GA    | Tommaso Diodati   | 2006 | 197 cm |        |  |

| Allenatore |
| - Walter De Raffaele                                                                                                |
| Assistente/i |
| - Giovanni Bassi - Edoardo Rabbolini - Iacopo Squarcina Legenda - (C) Capitano - (IN) Inattivo - Infortunato Roster |

## Mercato

### Sessione estiva
| P  | Tommy Kuhse     | RASTA Vechta     | svincolato    |
| PG | Davide Denegri  | Vanoli Cremona   | svincolato    |
| PG | Christian Vital | Legia Varsavia   | svincolato    |
| A  | Andrea Loro     | Brianza Casa Bk. | fine prestito |
| AG | Grant Basile    | G.M. OrziBasket  | fine prestito |
| AG | Justin Gorham   | Rytas Vilnius    | svincolato    |
| C  | Paul Biligha    | Aquila Trento    | svincolato    |

| Cessioni | Cessioni            | Cessioni            | Cessioni       | Cessioni |
| R.       | Nome                | a                   | Modalità       |          |
| -------- | ------------------- | ------------------- | -------------- | -------- |
| P        | Lorenzo Baldi       | San Giobbe Chiusi   | fine contratto |          |
| P        | Colbey Ross         | Pall. Trieste       | fine contratto |          |
| P        | Riccardo Tavernelli | Pall. Forlì 2.015   | fine contratto |          |
| PG       | Chris Dowe          | Brescia             | fine contratto |          |
| PG       | Nicholas Errica     | LUISS Roma          | fine contratto |          |
| G        | Retin Obasohan      | Manresa             | fine contratto |          |
| A        | Andrea Loro         | G.M. OrziBasket     | prestito       |          |
| AG       | Grant Basile        | Saskatchewan Rattl. | fine contratto |          |
| AG       | TaShawn Thomas      | Le Mans             | fine contratto |          |
| C        | Leon Radošević      | Dubai BC            | fine contratto |          |
| C        | Lamine Tandia       | Virtus Lumezzane    | prestito       |          |

## Risultati

### Serie A

#### Stagione regolare

##### Girone di ritorno
| Arbitri: | Giovannetti Bettini Nicolini |

|                   |            |                    |
| Bowman 31         | Punti      | 16 Vital, Baldasso |
| Bowman 6          | Assist     | 4 Kuhse, Candi     |
| Paulicap 7        | Rimbalzi   | 7 Severini         |
| Francesco Vitucci | Allenatori | Walter De Raffaele |

| Arbitri: | Sahin Borgioni Noce |

|                    |            |                |
| Walter De Raffaele | Allenatori | Ettore Messina |

### Coppa Italia
| Arbitri: | Lanzarini Paternicò Vallerani |

|                                             |            |                                    |
| Della Valle, Ivanović 20 Burnell 17 Bilan 8 | Punti      | 17 Vital 13 Candi 12 Gorham, Weems |
| Bilan 5                                     | Assist     | 5 Candi                            |
| Bilan, Burnell, Dowe, Ndour 5               | Rimbalzi   | 6 Baldasso, Gorham                 |
| Giuseppe Poeta                              | Allenatori | Walter De Raffaele                 |

### Basketball Champions League

#### Stagione regolare

##### Girone di andata
| Arbitri: | Gedvilas Männiste Jurcevic |

|                                   |            |                                     |
| Kuhse 22 Strautins 16 Kamagate 14 | Punti      | 17 Nkamhoua 14 Lansdowne 11 Garrett |
| Kamagate 2                        | Assist     | 7 Lansdowne                         |
| Strautins 10                      | Rimbalzi   | 8 Nkamhoua                          |
| Walter De Raffaele                | Allenatori | Rodrigo Pastore                     |

| Casale Monferrato 15 ottobre 2024, ore 20:30 CEST 2ª giornata | Derthona Basket         | 102 – 85 (30-16; 55-38; 80-59) referto | Manresa | PalaFerraris (1496 spett.)\| Arbitri: \| Zurapovic Salins Yilmaz \| |
| Arbitri:                                                      | Zurapovic Salins Yilmaz |                                        |         |                                                                     |

| Lisbona 29 ottobre 2024, ore 20:30 WET 3ª giornata | Benfica                    | 58 – 72 (16-21; 32-41; 46-57) referto | Derthona Basket | Pavilhão da Luz Nº 1 (768 spett.)\| Arbitri: \| Rosso Poursanidis Männiste \| |
| Arbitri:                                           | Rosso Poursanidis Männiste |                                       |                 |                                                                               |

##### Girone di ritorno
| Casale Monferrato 13 novembre 2024, ore 20:30 CET 4ª giornata | Derthona Basket  | 77 – 71 (15-19; 35-45; 57-61) referto | Benfica | PalaFerraris (1701 spett.)\| Arbitri: \| Vulic Baki Deman \| |
| Arbitri:                                                      | Vulic Baki Deman |                                       |         |                                                              |

| Chemnitz 10 dicembre 2024, ore 20:00 CET 5ª giornata | Niners Chemnitz      | 61 – 77 (12-19; 26-38; 41-58) referto | Derthona Basket | Chemnitz Arena (3684 spett.)\| Arbitri: \| Rosso Salins Horozov \| |
| Arbitri:                                             | Rosso Salins Horozov |                                       |                 |                                                                    |

| Manresa 17 dicembre 2024, ore 20:30 CET 6ª giornata | Manresa                  | 100 – 82 (28-15; 50-35; 76-62) referto | Derthona Basket | Pavelló Nou Congost (4063 spett.)\| Arbitri: \| Anaya Aunkrogers Matejek \| |
| Arbitri:                                            | Anaya Aunkrogers Matejek |                                        |                 |                                                                             |

#### Play-In
| Casale Monferrato 7 gennaio 2025, ore 20:30 CET Gara 1 | Derthona Basket    | 69 – 59 (18-21; 31-37; 53-47) referto | Peristeri | PalaFerraris (1687 spett.)\| Arbitri: \| Rosso Vulic Jacobs \| |
| Arbitri:                                               | Rosso Vulic Jacobs |                                       |           |                                                                |

| Peristeri 14 gennaio 2025, ore 19:30 EET Gara 2 | Peristeri                | 65 – 73 (5-22; 23-35; 41-46) referto | Derthona Basket | Peristeri Indoor Hall (983 spett.)\| Arbitri: \| Liszka Castillo Gedvilas \| |
| Arbitri:                                        | Liszka Castillo Gedvilas |                                      |                 |                                                                              |

#### Top 16

##### Girone d'andata
| Würzburg 28 gennaio 2025, ore 18:30 CET 1ª giornata | Würzburg Baskets      | 80 – 79 (18-16; 39-36; 53-56) referto | Derthona Basket | tectake Arena (2348 spett.)\| Arbitri: \| Conde Castillo Yilmaz \| |
| Arbitri:                                            | Conde Castillo Yilmaz |                                       |                 |                                                                    |

| Atene 4 febbraio 2025, ore 18:30 EET 2ª giornata | AEK Atene                    | 93 – 86 (27-20; 42-44; 65-63) referto | Derthona Basket | SUNEL Arena (2115 spett.)\| Arbitri: \| Zurapovic Aunkrogers Praksch \| |
| Arbitri:                                         | Zurapovic Aunkrogers Praksch |                                       |                 |                                                                         |

| Casale Monferrato 4 marzo 2025, ore 20:30 CET 3ª giornata | Derthona Basket      | 97 – 77 (30-26; 51-39; 80-55) referto | Promitheas | PalaFerraris (984 spett.)\| Arbitri: \| Salins Castillo Baki \| |
| Arbitri:                                                  | Salins Castillo Baki |                                       |            |                                                                 |

##### Girone di ritorno
| Patrasso 12 marzo 2025, ore 19:30 EET 4ª giornata | Promitheas            | 60 – 82 (19-20; 29-32; 45-64) referto | Derthona Basket | Dimitris Tofalos Arena (693 spett.)\| Arbitri: \| Conde Chueca Maciulis \| |
| Arbitri:                                          | Conde Chueca Maciulis |                                       |                 |                                                                            |

| Casale Monferrato 19 marzo 2025, ore 20:30 CET 5ª giornata | Derthona Basket          | 83 – 82 (27-21; 45-37; 68-61) referto | AEK Atene | PalaFerraris (1281 spett.)\| Arbitri: \| Rosso Kozlovskis Praksch \| |
| Arbitri:                                                   | Rosso Kozlovskis Praksch |                                       |           |                                                                      |

| Casale Monferrato 26 marzo 2025, ore 18:30 CET 6ª giornata | Derthona Basket      | 80 – 74 (18-17; 40-32; 65-56) referto | Würzburg Baskets | PalaFerraris (1934 spett.)\| Arbitri: \| Conde Anaya Männiste \| |
| Arbitri:                                                   | Conde Anaya Männiste |                                       |                  |                                                                  |

#### Quarti di finale
| San Cristobal de La Laguna 9 aprile 2025, ore 20:30 WEST Gara 1 | Canarias Tenerife   | 93 – 89 (d.1 t.s.) (23-10; 40-36; 59-55; 80-80) referto | Derthona Basket | Pabellón Insular Santiago Martín (3746 spett.)\| Arbitri: \| Rosso Marques Pesic \| |
| Arbitri:                                                        | Rosso Marques Pesic |                                                         |                 |                                                                                     |

| Casale Monferrato 16 aprile 2025, ore 18:30 CEST Gara 2 | Derthona Basket             | 64 – 77 (19-24; 38-35; 54-59) referto | Canarias Tenerife | PalaFerraris (2073 spett.)\| Arbitri: \| Zurapovic Kozlovskis Salins \| |
| Arbitri:                                                | Zurapovic Kozlovskis Salins |                                       |                   |                                                                         |

## Statistiche

### Statistiche di squadra
| Competizione                | G  | V  | P  | Pt   | 2PT  | 3PT  | TL   | Rimbalzi | Rimbalzi | Rimbalzi | Stop | Palle | Palle | Ass  |
| Competizione                | G  | V  | P  | Pt   | 2PT  | 3PT  | TL   | Off      | Dif      | Tot      | Stop | Perse | Rec.  | Ass  |
| --------------------------- | -- | -- | -- | ---- | ---- | ---- | ---- | -------- | -------- | -------- | ---- | ----- | ----- | ---- |
| LBA Serie A                 | 27 | 14 | 13 | 86.6 | 53   | 34.7 | 80.3 | 13.2     | 24.6     | 37.8     | 2.2  | 12.1  | 6     | 18.7 |
| Playoff                     | -  | -  | -  | -    | -    | -    | -    | -        | -        | -        | -    | -     | -     | -    |
| Basketball Champions League | 16 | 11 | 5  | 81.2 | 53.5 | 32.9 | 81.1 | 12.4     | 24.8     | 37.1     | 3.8  | 11.9  | 7.1   | 18.5 |
| Coppa Italia                | 1  | 0  | 1  | 79.0 | 58.6 | 36.7 | 70.6 | 11       | 21       | 32       | 2    | 15    | 9     | 16   |
| Totale                      | -  | -  | -  | -    | -    | -    | -    | -        | -        | -        | -    | -     | -     | -    |

### Andamento in campionato
| Giornata  | 1 | 2 | 3 | 4 | 5 | 6 | 7 | 8 | 9 | 10 | 11 | 12 | 13 | 14 | 15 | 16 | 17 | 18 | 19 | 20 | 21 | 22 | 23 | 24 | 25 | 26 | 27 | 28 | 29 | 30 |
| --------- | - | - | - | - | - | - | - | - | - | -- | -- | -- | -- | -- | -- | -- | -- | -- | -- | -- | -- | -- | -- | -- | -- | -- | -- | -- | -- | -- |
| Luogo     | C | T | C | T | T | C | T | C | T | C  | C  | T  | C  | T  | C  | T  | C  | T  | C  | T  | C  | T  | C  | T  | C  | T  | T  | C  | C  | T  |
| Risultato | V | V | P | P | V | V | P | P | V | P  | V  | V  | V  | P  | V  | V  | P  | P  | P  | V  | V  | V  | V  | P  | P  | P  | P  |    |    |    |
| Posizione | 3 | 3 | 6 | 8 | 6 | 4 | 8 | 8 | 8 | 9  | 8  | 7  | 6  | 8  | 8  | 6  | 8  | 8  | 8  | 8  | 8  | 8  | 8  | 9  | 9  | 9  | 9  |    |    |    |

Fonte:  Serie A – Classifica, su legabasket.it. URL consultato il 19 aprile 2025.
Legenda:

Luogo: C = Casa; T = Trasferta. Risultato: V = Vittoria; P = Sconfitta.
- = Turno di riposo.